# مقایسه داده‌ها

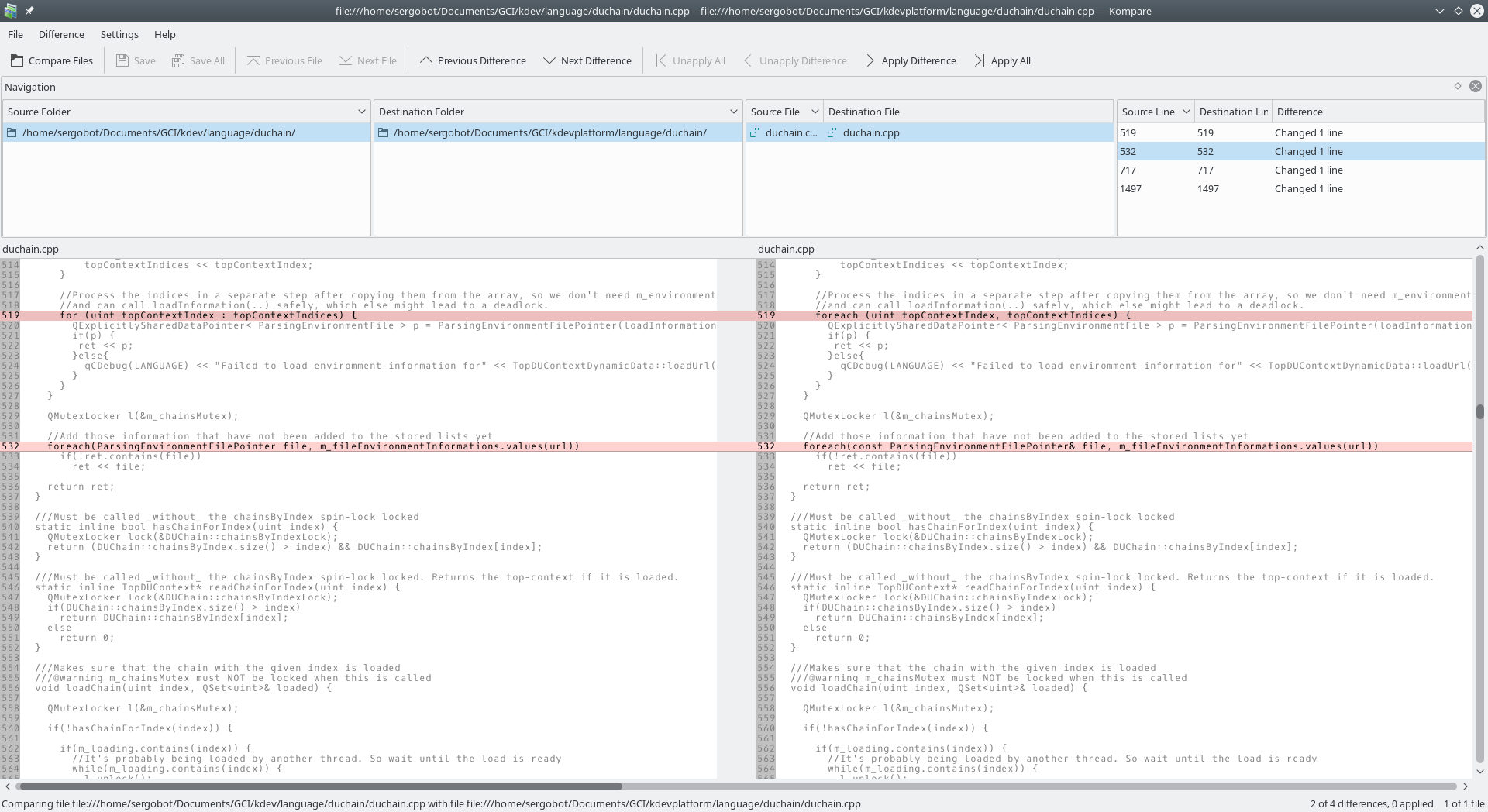
ابزار KDE diff Kompare

در رایانش، مقایسه داده‌ها یا همسنجی داده‌ها عبارت است از محاسبه و نمایش ناهمسانی و همانندی‌های میان اشیاه داده‌ای. اشیا مقایسه‌ای نوعاً پرونده نوشتاری مانند کد منبع هستند.
روش، پیاده‌سازی، و نتایج (بعد از ابزار diff یونیکس) نوعاً diff نامیده می‌شود.
خروجی ممکن است در یک واسط گرافیکی کاربر ارائه شود یا در سیستم فایل و کنترل نسخه بکار رود.
برخی از ابزارهای پرکاربرد همسنجی فایل عبارتند از diff, cmp, FileMerge, WinMerge, Beyond Compare, Microsoft File Compare. همچنین بسیاری از ویرایش‌گرهای متن و واژه‌پردازها همسنجی فایل را انجام می‌دهند.